# Districtul Skrapar

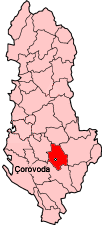
Districtul Skrapar în Albania

Skrapar (albaneză: Rrethi i Skraparit) este unul din cele 36 de districte din Albania. Districtul are o suprafață de 775 km². Populația acestuia însumă 29.874 de locuitori (2001). Skrapar se află în centrul țării având capitala la Çorovodë.
1. 1 2 3  GeoNames